# Mártires amigonianos
Los mártires amigonianos forman parte de los 233 mártires beatificados por el papa Juan Pablo II el 11 de marzo de 2001 pertenecientes a la Congregación de Religiosos Terciarios Capuchinos. La propuesta para que la Iglesia católica le diera el grado de mártires fue impulsado por los arzobispos Marcelino Olaechea y José María García Lahiguera, como por el Presbiterio Diocesano y el foro de Laicos.

## Martirio
Los mártires amigonianos fueron consecuencia directa de la guerra civil española llevada al frente por el gobierno republicano contra la Iglesia católica durante ese periodo según el ministro Manuel de Irujo que fue ministro sin cartera de septiembre de 1936 a mayo de 1937 en los dos Gobiernos de Largo Caballero, y ministro de Justicia de Negrín el 18 de mayo de 1937 en valencia en su memorándum de principios de 1937 explica:

«La situación de hecho de la Iglesia, a partir de julio pasado, en todo el territorio leal, excepto el vasco, es la siguiente: a) Todos los altares, imágenes y objetos de culto, salvo muy contadas excepciones, han sido destruidos, los más con vilipendio. b) Todas las iglesias se han cerrado al culto, el cual ha quedado total y absolutamente suspendido. e) Una gran parte de los templos, en Cataluña con carácter de normalidad, se incendiaron. d) Los parques y organismos oficiales recibieron campanas, cálices, custodias, candelabros y otros objetos de culto, los han fundido y aún han aprovechado para la guerra o para fines industriales sus materiales. e) En las iglesias han sido instalados depósitos de todas clases, mercados, garajes, cuadras, cuarteles, refugios y otros modos de ocupación diversos. f) Todos los conventos han sido desalojados y suspendida la vida religiosa en los mismos. Sus edificios, objetos de culto y bienes de todas clases fueron incendiados, saqueados, ocupados y derruidos. g) Sacerdotes y religiosos han sido detenidos, sometidos a prisión y fusilados sin formación de causa por miles, hechos que, si bien amenguados, continúan aún, no tan sólo en la población rural, donde se les ha dado caza y muerte de modo salvaje, sino en las poblaciones. Madrid y Barcelona y las restantes grandes ciudades suman por cientos los presos en sus cárceles sin otra causa conocida que su carácter de sacerdote o religioso. h) Se ha llegado a la prohibición absoluta de retención privada de imágenes y Objetos de culto. La policía que practica registros domiciliarios, buceando en el interior de las habitaciones, de vida íntima personal o familiar, destruye con escarnio y violencia imágenes, estampas, libros religiosos y cuanto con el culto se relaciona o lo recuerde»
(Manuel de Irujo, memorándum 1937).

El martirio de los amigonianos fue producido por parte de los milicianos de forma lenta. Según el escritor Santiago Mata quien toma el testimonio de Isidoro Burgos Subiela para su libro sobre Los mártires de la guerra civil española, quien relata lo siguiente:

«El 22 de julio por la mañana, al terminar la misa, la casa fue invadida por milicianos que les quitaron cadenas y relojes. Fray Urbano pregunto: -Aunque sea imprudencia, ¿Dónde debemos reclamar nuestros objetos? – Por toda respuesta, enfurecidos, les hicieron callar con amenazas. Pusieron a los religiosos contra la pared con ademan de fusilarlos. El que mandaba decía que no dejen enfriar los cuerpos y que los enterrasen todavía calientes. El padre Francisco de ayelo, maestro de novicios, les digo: -Hagan el acto de contrición. Y les dio la absolución. El padre Pérez, viendo inminente su muerte hizo esta oración – ¡Señor, si mi vida ha de servir para la salvación de España, desde ahora la ofrezco! Pero no fueron fusilados. Al tercer día los encerraron en el coro de la iglesia, bajo el que iban almacenado colchones. Corrió la voz de que iban a quemar el templo. El padre florentín, que lo supo, no pudo dominarse, y excitado tremendamente, gritaba: ¡Nos van a quemar vivos! Hubo que calmarlo como se pudo. Después se supo de los colchones almacenados eran para dormir los milicianos. Los padres Francisco María de Ayelo Malferit, Antonio María de Masamagrell y Florentín Pérez, con algún novicio, fueron bajados al patio central para simular su fusilamiento.
Formado el pelotón de milicianos y con las armas dispuestas a disparar, aparecieron los padres, quienes mutuamente se dieron la absolución y se prepararon para el martirio.»
(Los mártires de la Guerra Civil, Santiago Mata 2013 ).

Como consecuencia de la muerte de los amigonianos, más tarde la Iglesia católica dictamina que ellos fueron muertos por defender su fe, de esta forma pasarían a llamarse los mártires amigonianos. Sin embargo, fue el papa Pío XI quien por primera vez se refirió a los religiosos muertos en la guerra civil española como mártires en su mensaje del 14 de septiembre del año 1936.

### Lista de los mártires amigonianos
- Fray Vicente Cabanes Badenas
- Fray Laureano María de Burriana
- Fray Benito María de Burriana
- Fray Bernardino María de Andújar
- Fray Ambrosio María de Torrente
- Fray Valentín María de Torrente
- Fray Recaredo María de Torrente
- Fray Modesto María de Torrente
- Fray Francisco María de Torrente
- Fray José Llosá Balaguer
- Fray Florentín Pérez Romero
- Fray Urbano Gil Sáez
- Fray Gabriel María de Benifayó
- Fray Bienvenido María de Dos Hermanas
- Fray Domingo María de Alboraya
- Fray León María de Alacuás
- Fray Francisco Tomás Serer
- Fray Crescencio García Pobo
- Fray Timoteo Valero Pérez
- Sor Rosario de Soano
- Sor Francisca Javiera de Rafelbuñol
- Sor Serafina de Ochovi
- Carmen García Moyón

## Canonización
El proceso de canonización de los mártires españoles durante la guerra civil española fue paralizada el 7 de abril del año 1964 por el papa Pablo VI suspensión que fue extendida hasta el 25 de enero de 1983 cuando el papa Juan Pablo II inició el proceso de reapertura.
El cardenal Palazzini informó sobre la reapertura de canonización de los religiosos, entre ellos los amigonianos, en el sínodo de esta forma:

«Tan solo unas horas después de que el Papa recibiera en audiencia al presidente González, manifestándole la preocupación de la Iglesia por las medidas contra la religión católica adoptadas por el Gobierno socialista, se ha anunciado que Juan Pablo II ha levantado la suspensión del estudio de las causas de beatificación de los mártires de la guerra civil española.»
(18 de octubre de 1983 el cardenal Palazzini, Prefecto de la Congregación para las Causas de los Santos en el Sínodo).

## Beatificación

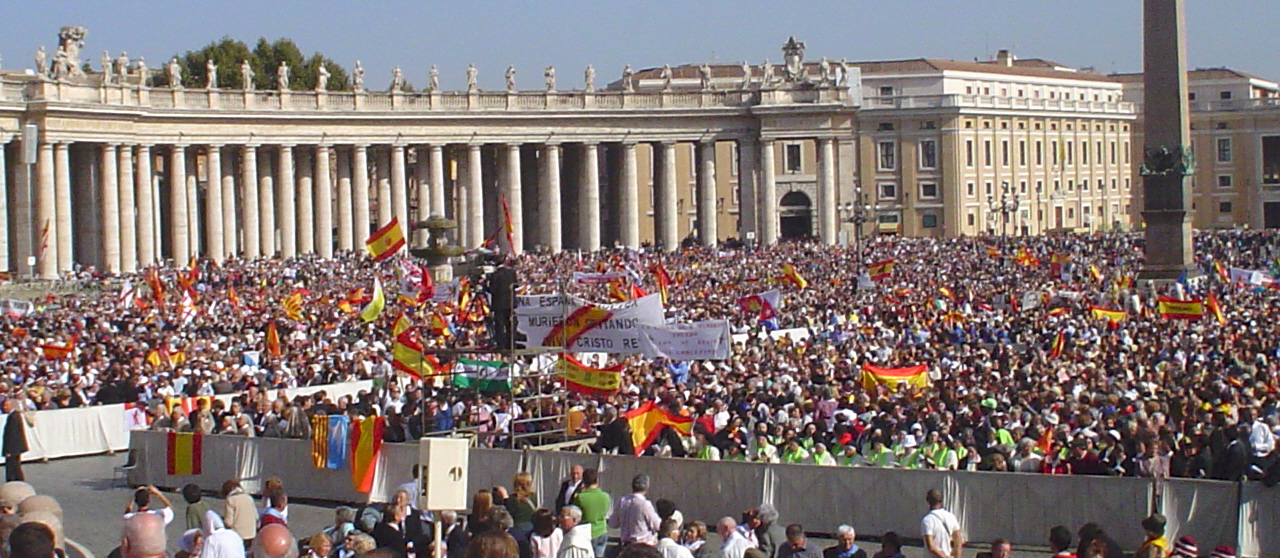
Ceremonia de beatificación de los Mártires españoles del siglo XX, Roma, octubre de 2007.

La beatificación dentro de la Iglesia católica de los 23 mártires amigonianos fue junto a las dos fundaciones religiosas de Fray Luis Amigó que se llevó a cabo en una celebración litúrgica, en donde fueron beatificados 233 mártires, en Ciudad Vaticano. Todos ellos fueron incluidos por el papa Juan Pablo II tras referirse a la muerte de varios centenares de religiosos de diversos institutos masculinos y femeninos durante la guerra civil española.
El decreto para la beatificación fue anunciada por el Vaticano el 18 de diciembre de 2000, más tarde el papa daría por culminada la ceremonia el 11 de marzo de 2001.
Si bien todas las religiosas fueron beatificadas por Juan Pablo II por el martirio y fusilamiento, la beata Carmen García Moyón no fue fusilada sino que prendida fuego en vida la noche del 30 de enero de 1937 en el Barranc de les Canyes.
Hubo diez frailes que no alcanzaron la beatificación, porque no fueron abatidos en un contexto estrictamente religioso, es decir, mientras defendían la fe católica; ellos fueron: Fray Bernardino de Alacuás, Fray Tomás Sanz Poveda, Fray Ezequiel Gil y Gil, Fray Francisco Ferrer Molina, Fray Lorenzo de Alquería, Fray Diego de Alacuás, Fray Pascual de Cuacos, Fray Enrique Gómez Tarín, Fray Pedro Gil Sáez, y el novicio Fray Ángel Prado Andrés.

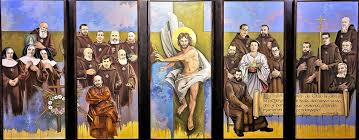
Beatos Mártires Amigonianos

## Reliquias
Existen más de 200 reliquias de los mártires amigonianos que fueron dadas desde su beatificación en el año 2001. Gran parte de estas son restos óseos y pequeños relicarios. Entre los países que poseen estas reliquias se encuentran Estados Unidos, Australia, Nicaragua, Portugal, Costa Rica, Israel, Palestina, Sudáfrica, Nueva Zelanda, Brasil, México, Argentina y Filipinas.

## Conmemoración
Cada 18 de septiembre la Iglesia católica conmemora a los Beatos Mártires Amigonianos, sin embargo el papa Juan Pablo II dio como fecha de conmemoración a los 233 mártires el 22 de septiembre.